# Auguste Gérardin
Pour les articles homonymes, voir Gérardin.
Ne doit pas être confondu avec François Alexandre Alfred Gérardin.
Auguste Gérardin né à Mulhouse le 30 juin 1849 et mort à Paris le 22 juillet 1933 est un aquarelliste, dessinateur et illustrateur français.

## Biographie

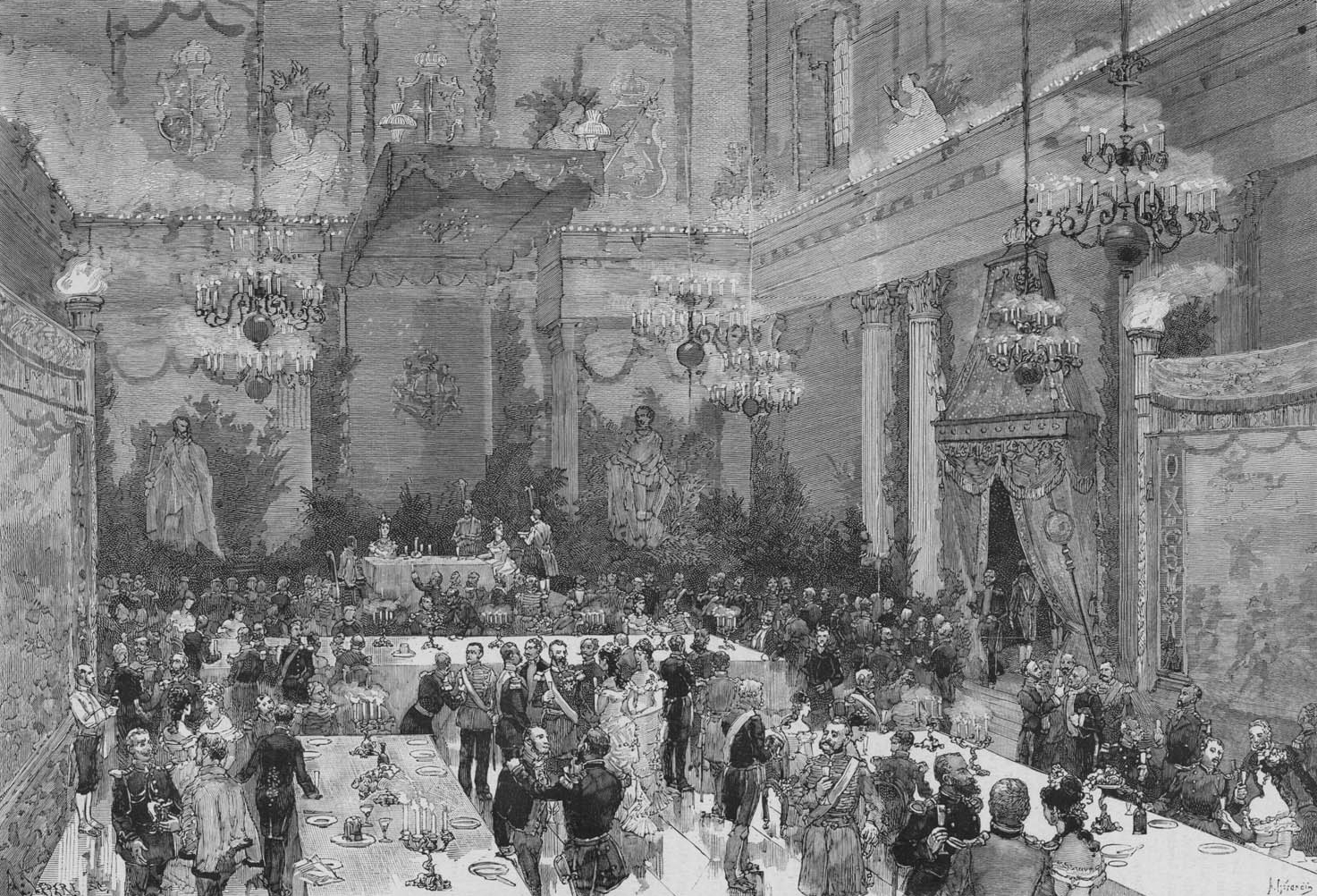
« Gustave V, roi de Suède et la reine Victoria », publié dans Le Monde illustré (10 novembre 1881), gravure d'Auguste Lepère d'après un dessin de Gérardin, s'inspirant d'un croquis de.

Auguste (sans autres prénoms) Gérardin est le fils de Charles Nicolas Jean-Baptiste Gérardin, architecte à Mulhouse. Après de solides études d'art, durant lesquelles il fut l'élève d'Horace Lecoq de Boisbaudran à la petite École à Paris entre 1867 et 1869, il commence à travailler comme dessinateur pour des bois d'actualité dans de nombreuses revues et magazines, dont Le Monde illustré, où il traite plus spécialement les personnages et l'actualité théâtrale. Il possède un quasi homonyme, le peintre Auguste Hippolyte Étienne Gérardin, né à Mulhouse, qui expose au Salon à partir de 1880, avec lequel il ne faut pas le confondre.
Il est membre en 1893 de la Société du livre illustré et travaille pour des éditeurs comme Mame et Édouard Pelletan. Il a illustré à la fin du XIXe siècle les œuvres de Paul Verlaine, François Villon, Henri Heine, Victor Hugo ou Émile Zola. Ses compositions sont principalement traduites en gravure sur bois par Auguste Lepère et son atelier.
En 1908, une édition d'Avant l'amour de Marcelle Tinayre est illustrée par Gérardin. En 1924, des amis ont organisé une exposition de ses œuvres. Marcelle Tinayre en parle dans plusieurs courriers, dans lesquels elle rapporte que Gérardin avait été très proche de son mari, le graveur sur bois Julien Tinayre, et de son neveu Louis Tinayre, peintre et reporter, puis qu'il se serait converti au catholicisme.
Il meurt dans le 14e arrondissement de Paris le 22 juillet 1933.
Son beau-frère est Jean-Martial-Aminthe Dupont, une personnalité de la Commune de Paris. Son frère Charles Gérardin est également un membre très actif de la Commune.

## Œuvre
On connaît de Gérardin des aquarelles (musée du Louvre), mais son œuvre est principalement constitué de dessins au traits parfois rehaussé en lavis. 

### Dans les collections publiques
- Paris, musée du Louvre, département des arts graphiques :
  - Saint-Jean Baptiste, suite d'aquarelles ;
  - La Galerie d'Apollon la nuit[6].

### Illustrations
- Clovis Hugues, Le Journal, dessins de Gérardin, L. Moulignié, Louis Tinayre, eaux-fortes d'Auguste Lepère,  Paris, Société artistique du livre illustré, 1890[7].
- Guy de Maupassant, Mademoiselle Fifi, illustré avec Charles Morel, Société des bibliophiles contemporains, 1892.
- François Villon, Les ballades, dessins gravés par Julien Tinayre, 1896[8]
- Paris en plein air, série « Le Beau Pays de France », Paris, Bibliothèque universelle en couleurs, 1897[9].
- Paul Verlaine, Fêtes galantes, dessins gravés par Julien Tinayre, 1899[10].

Quelques dessins d'Auguste Gérardin dans Paris en plein air (1897)
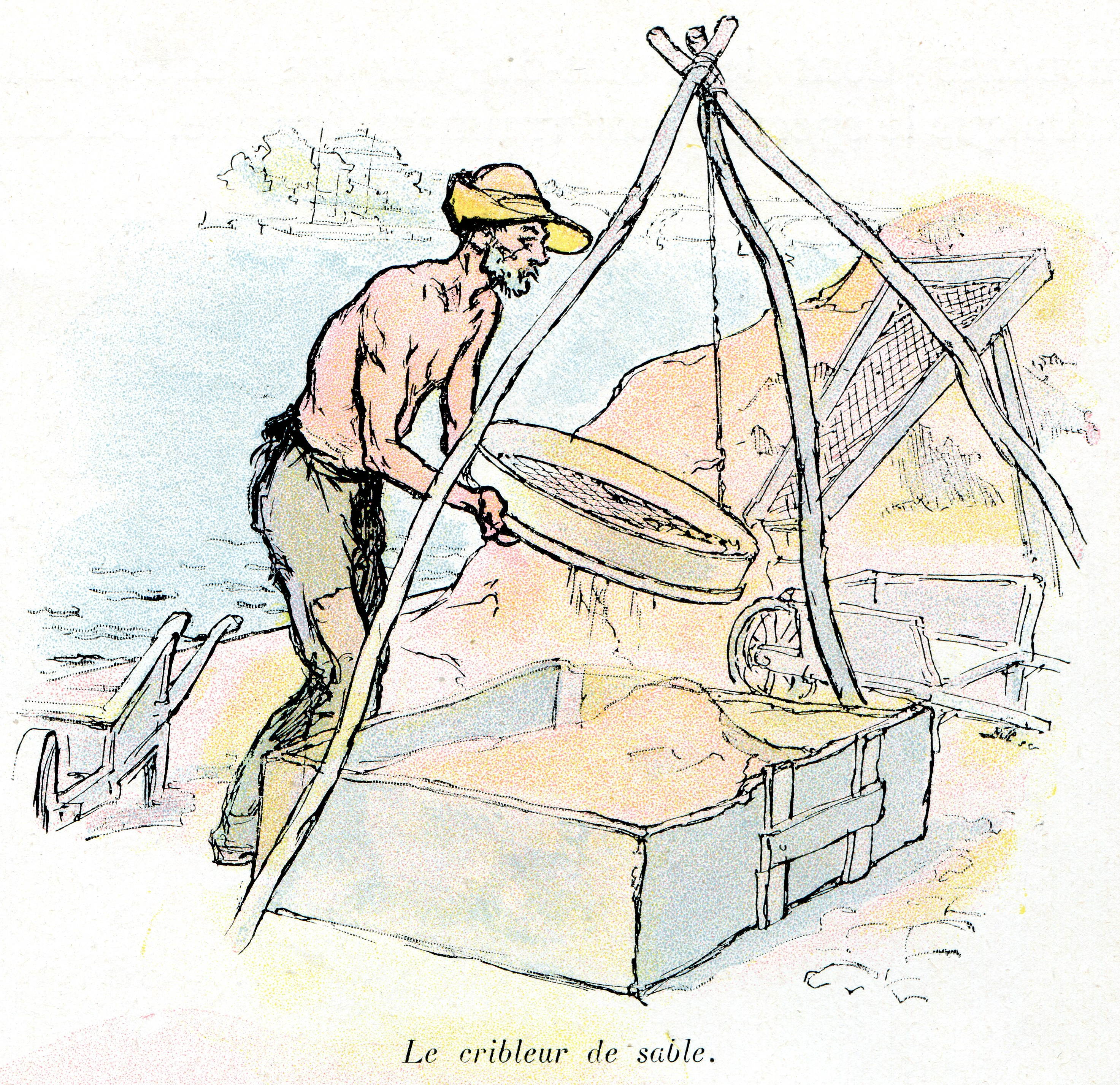
« Le cribleur de sable »
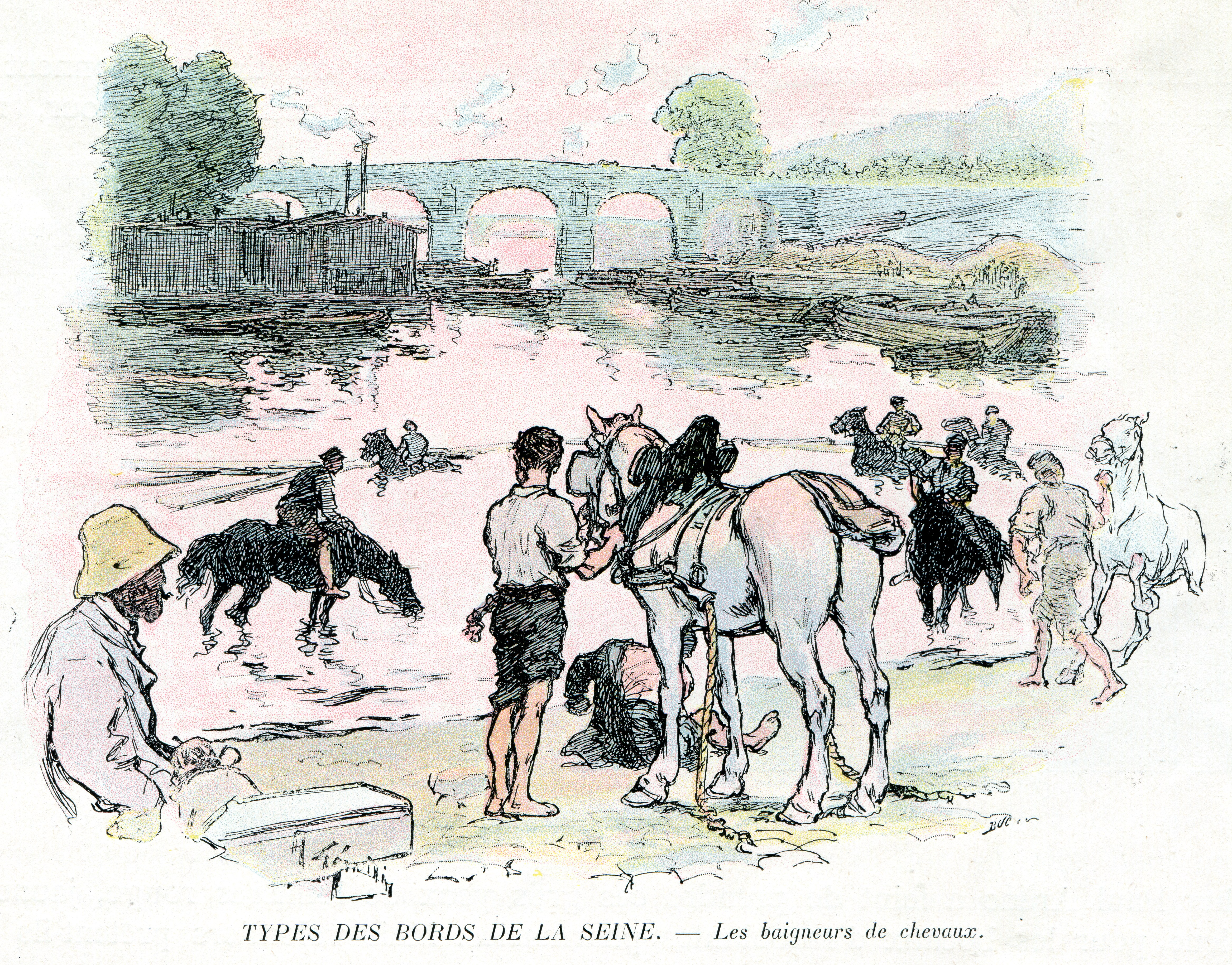
« Les baigneurs de chevaux »
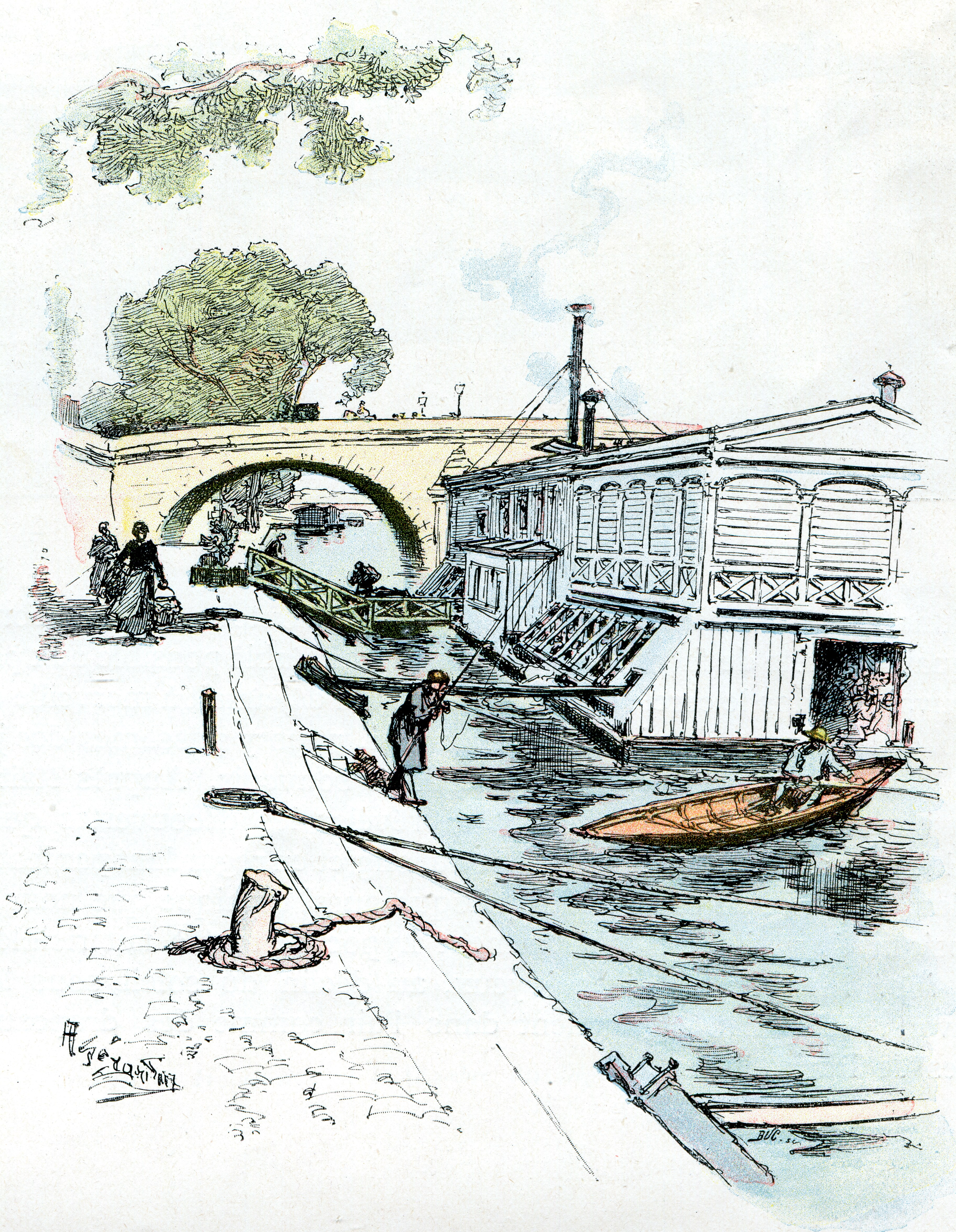
« Bateau-lavoir »
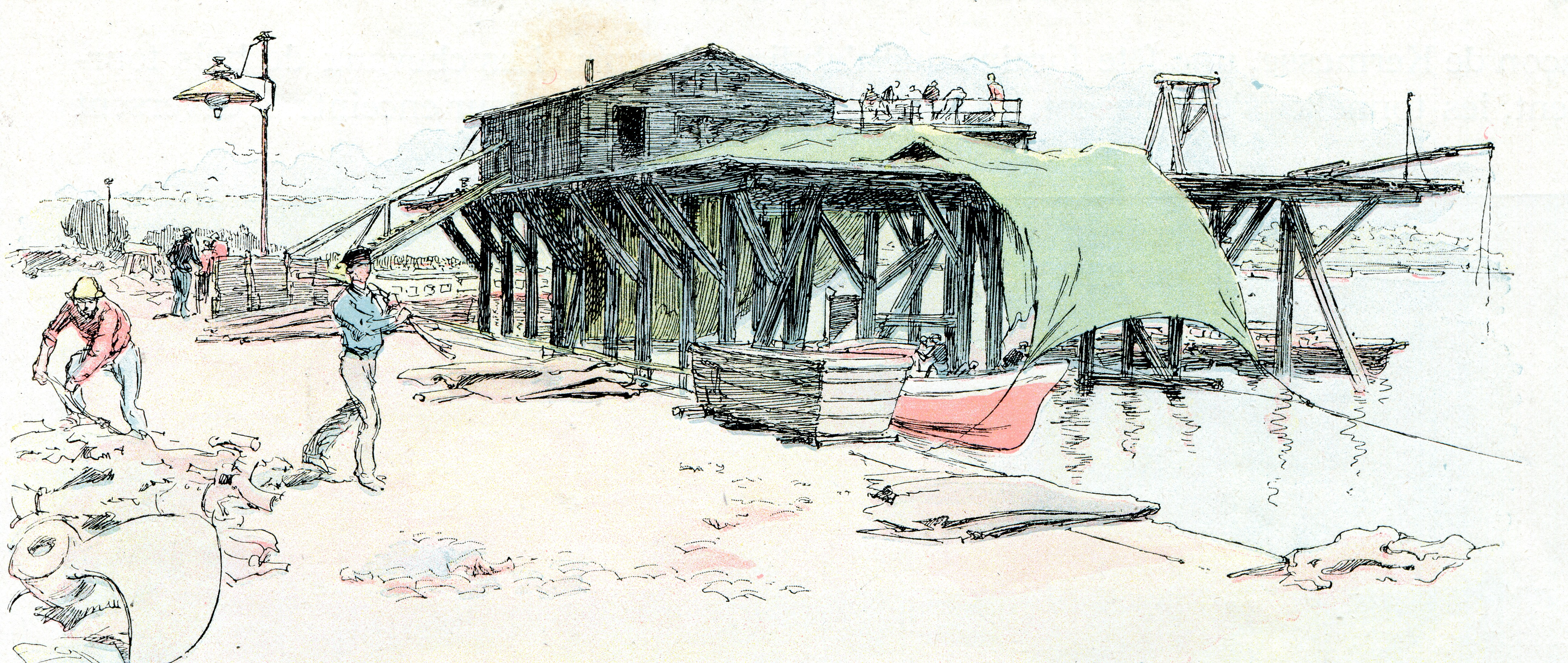
« Au Point-du-Jour »